# West of Scotland Championships 2019
Die West of Scotland Championships 2019 im Badminton fanden vom 19. bis zum 20. Oktober 2019 in Glasgow statt.

## Sieger und Platzierte
| Disziplin    | Gold                            | Silber                          | Bronze                              |
| ------------ | ------------------------------- | ------------------------------- | ----------------------------------- |
| Herreneinzel | Joshua Apiliga                  | Callum Smith                    | Danny Robson                        |
| Herreneinzel | Joshua Apiliga                  | Callum Smith                    | Lloyd Holland                       |
| Dameneinzel  | Rachel Sugden                   | Holly Newall                    | Rachel Cameron                      |
| Dameneinzel  | Rachel Sugden                   | Holly Newall                    | Lauren Middleton                    |
| Herrendoppel | Adam Hall Steven Stewart        | Jack MacGregor Adam Pringle     | Anthony Grimley Christopher Grimley |
| Herrendoppel | Adam Hall Steven Stewart        | Jack MacGregor Adam Pringle     | Michael Mcguire Danny Robson        |
| Damendoppel  | Julie MacPherson Ciara Torrance | Rachel Andrew Rachel Cameron    | Abbie Brooks Lindsey Ireland        |
| Damendoppel  | Julie MacPherson Ciara Torrance | Rachel Andrew Rachel Cameron    | Alice Campbell Rachel Sugden        |
| Mixed        | Adam Hall Julie MacPherson      | Jack MacGregor Lauren Middleton | Adam Pringle Rachel Andrew          |
| Mixed        | Adam Hall Julie MacPherson      | Jack MacGregor Lauren Middleton | Steven Stewart Ciara Torrance       |